# Очаківський військово-історичний музей
Очаківський військово-історичний музей імені — історичний музей в місті Очаків Миколаївського району Миколаївської області. Філія Миколаївського обласного краєзнавчого музею.

## Історія
Музей створювався на громадських засадах, як місцевий краєзнавчий музей. Тоді експонатами з ним поділився Ленінградський музей імені О. Суворова.
Спочатку музей розміщувався в будівлі Миколаївської церкви. Згодом, у 2000 році, переїхав до будівлі колишнього райкому партії, де на двох поверхах розміщуються експозиції.
Перлиною експозиції музею була діорама «Штурм фортеці Очаків». Вона була створена членом-кореспондентом Академії мистецтв СРСР М. І. Самсоновим і зображувала реальні події, які відбувалися 6 грудня 1788 року. На додаток до діорами у 1974 році були дописані фризи «Кінбурнський бій» та «Облога Очакова». Нині всі ці полотна зберігаються у фондосховищах, адже мають великі розміри і музей просто не може розмістити їх в експозиції.

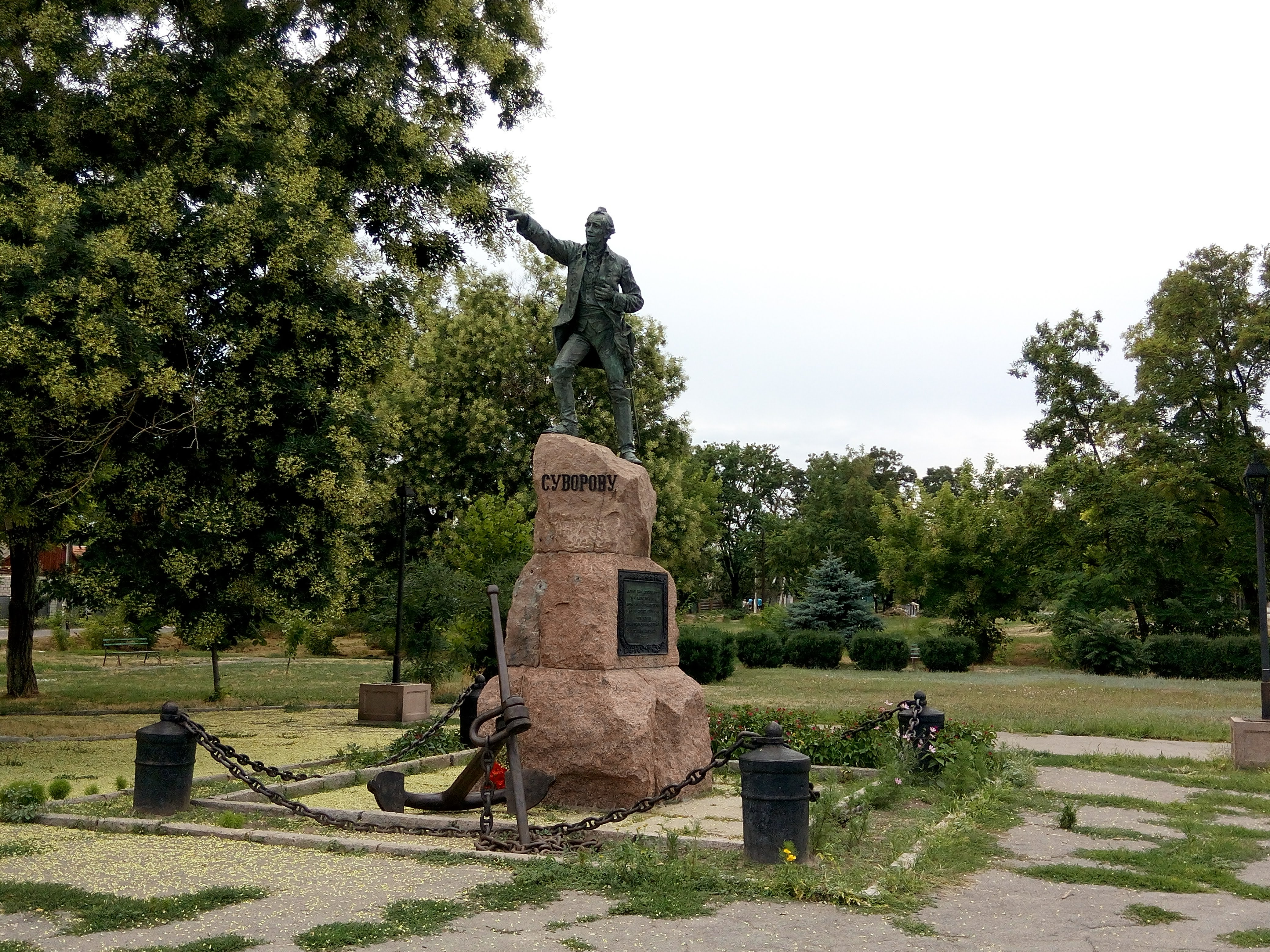
Пам'ятник Суворову

Поряд з музеєм розташований пам'ятник російському імперському воєначальнику Олександру Суворову, зведений у 1907 році скульптором Борисом Едуардсом.
До 1 травня 2025 року музей мав назву «Очаківський військово-історичний музей імені О. В. Суворова». Був перейменований обласною радою у межах кампанії декомунізації, що була спричинена російським широкомасштабним військовим вторгненням в Україну.

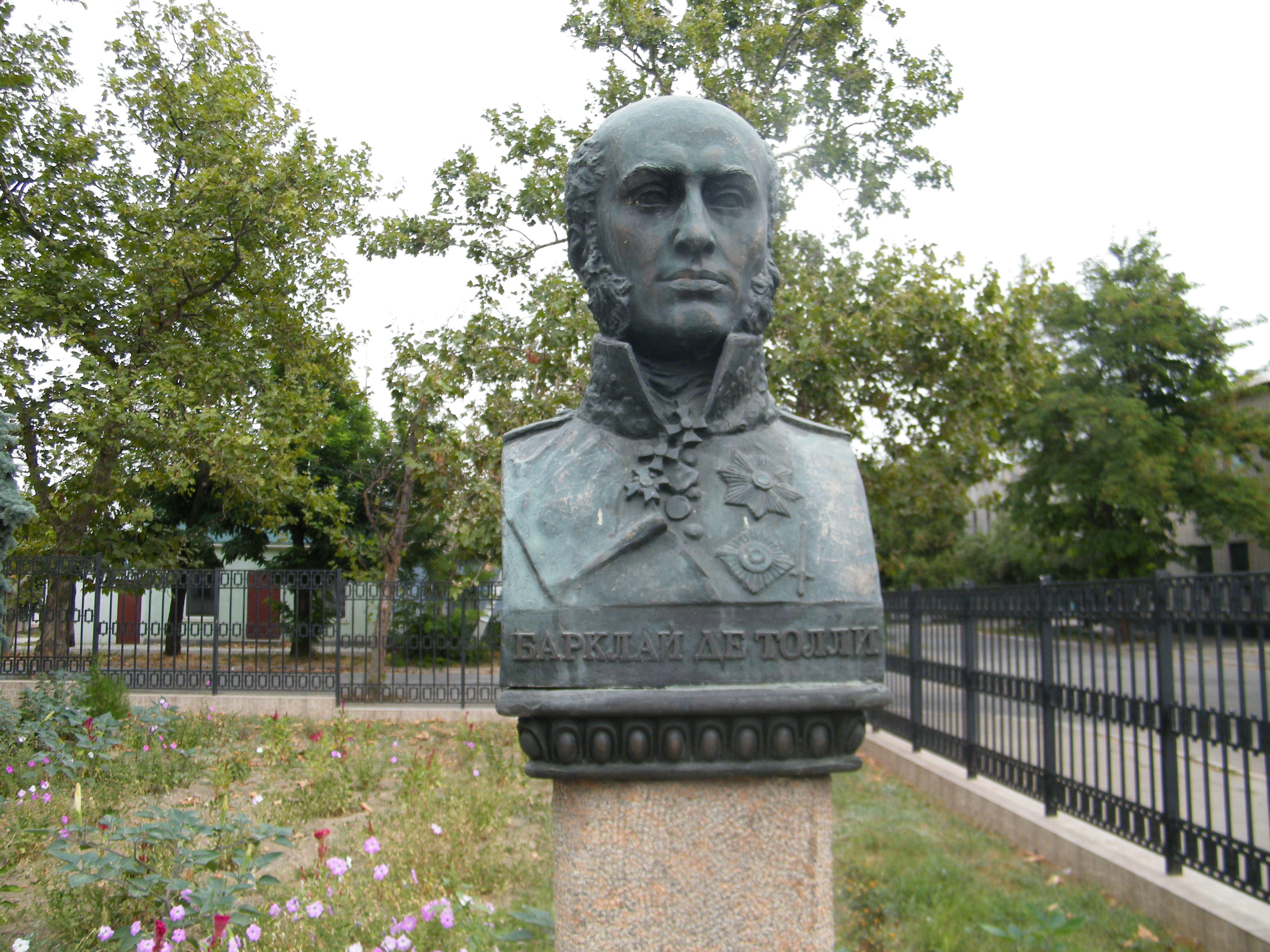
Погруддя Барклая-де-Толлі в музеї
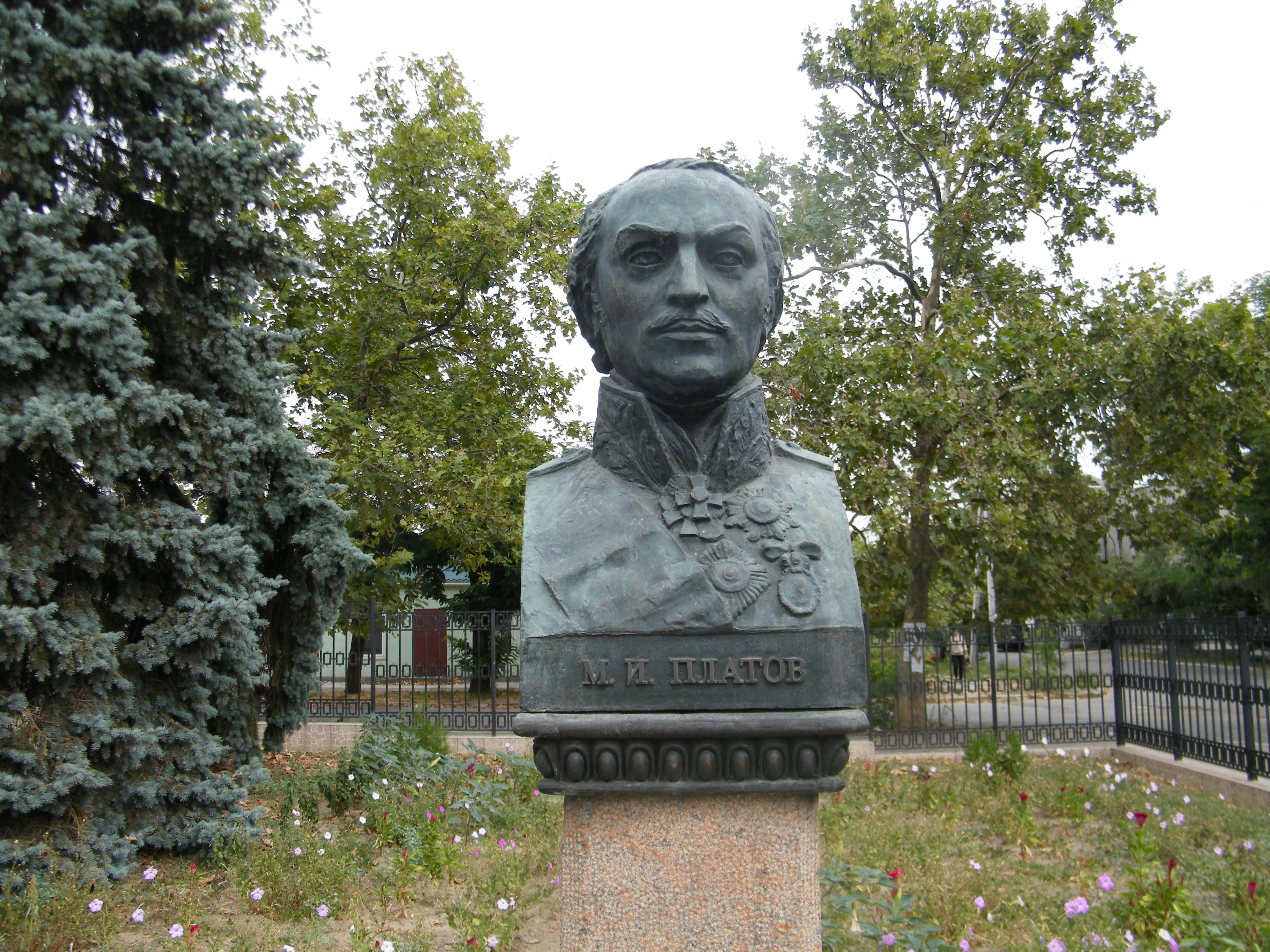
Погруддя Матвія Платова в музеї
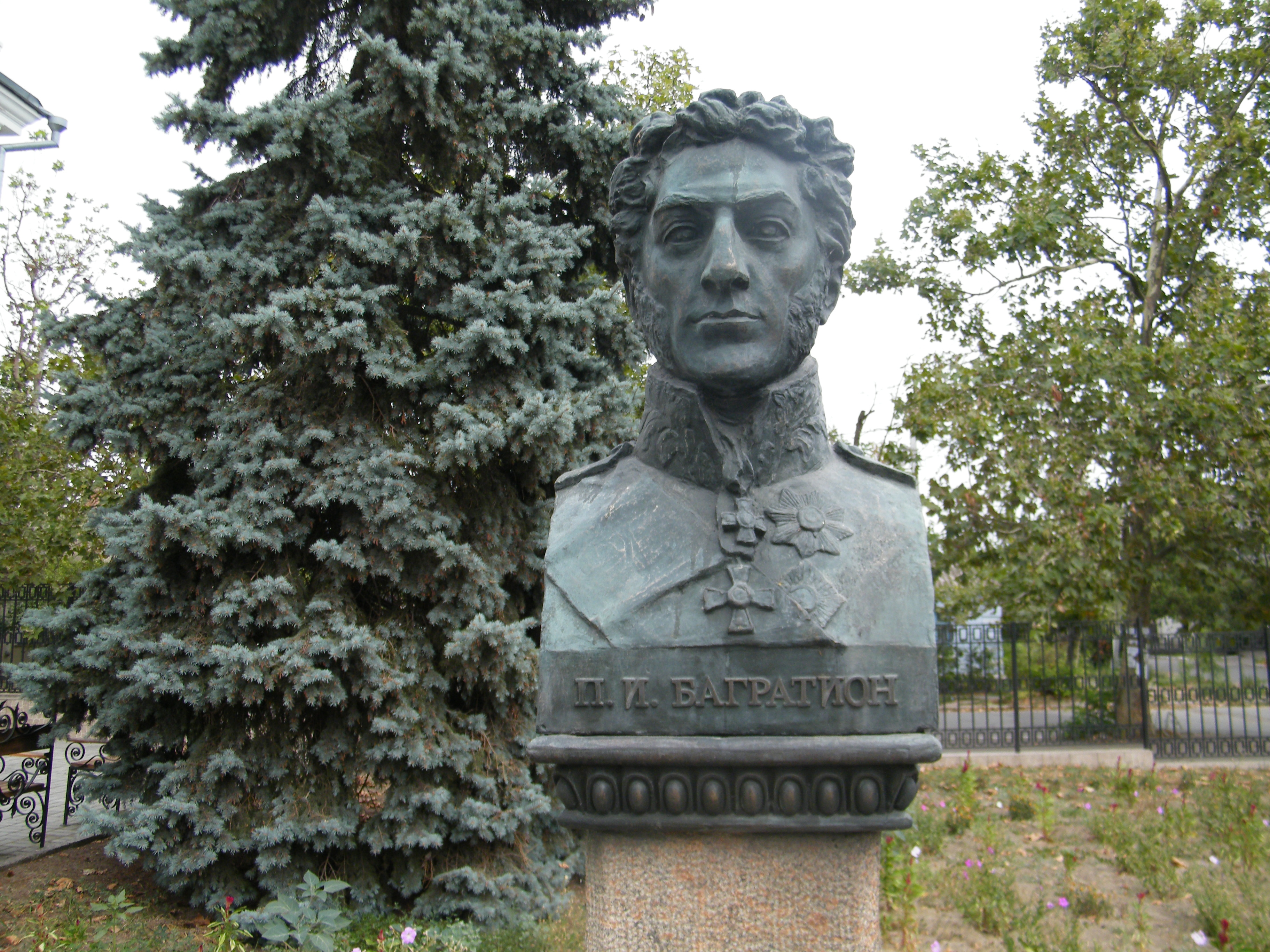
Погруддя Петра Багратіона в музеї
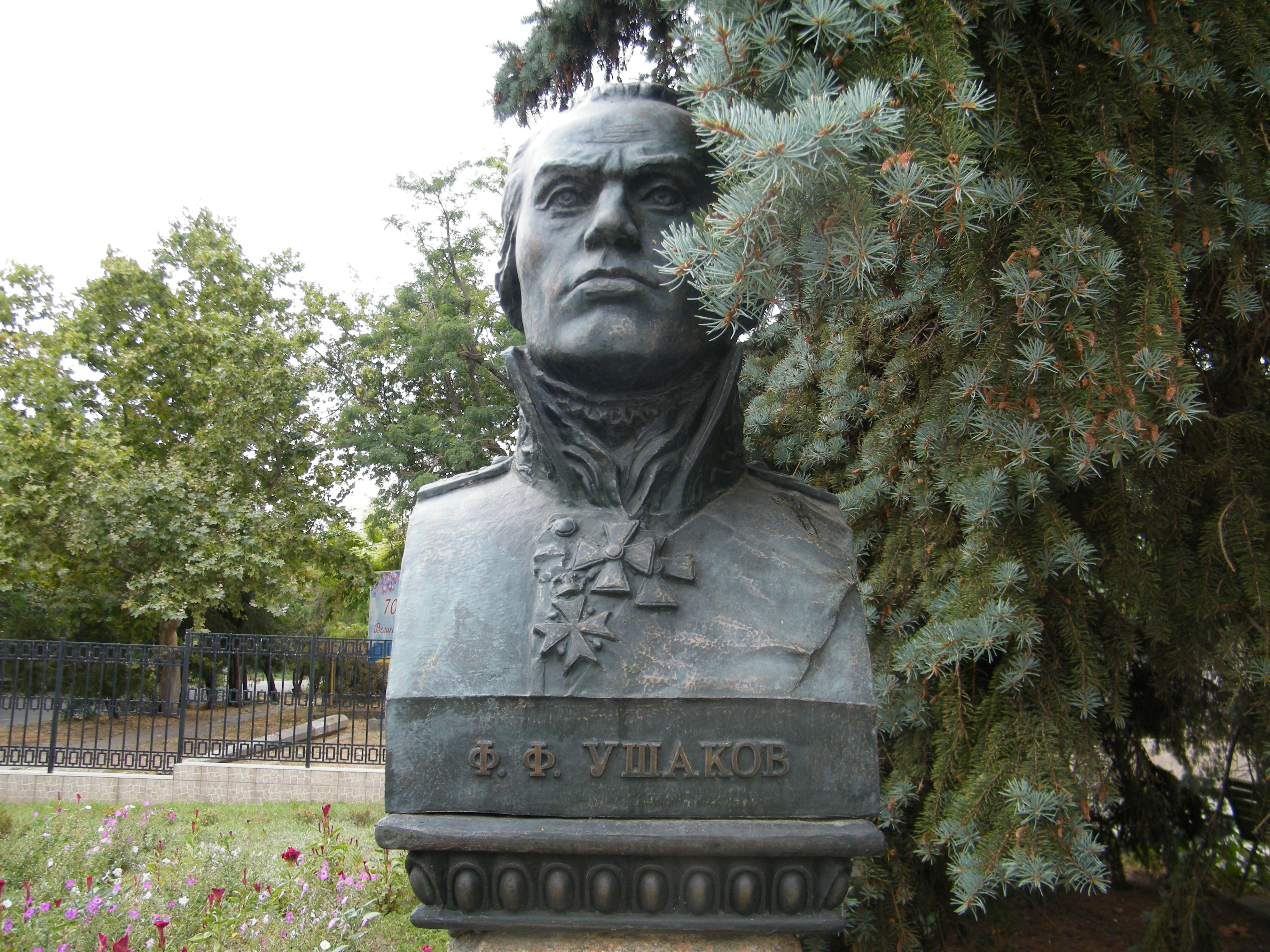
Погруддя Федора Ушакова в музеї
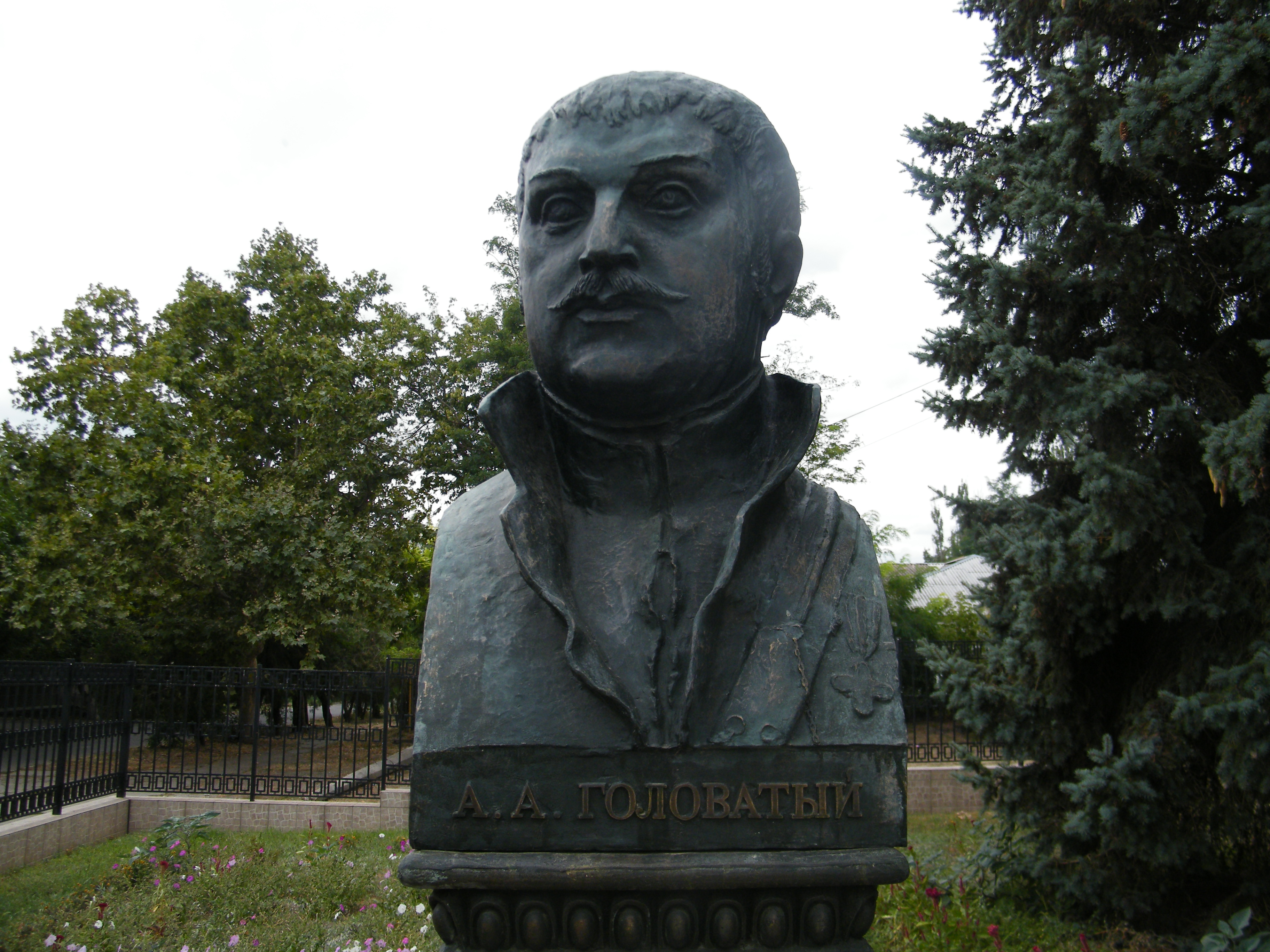
Погруддя Антона Головатого в музеї
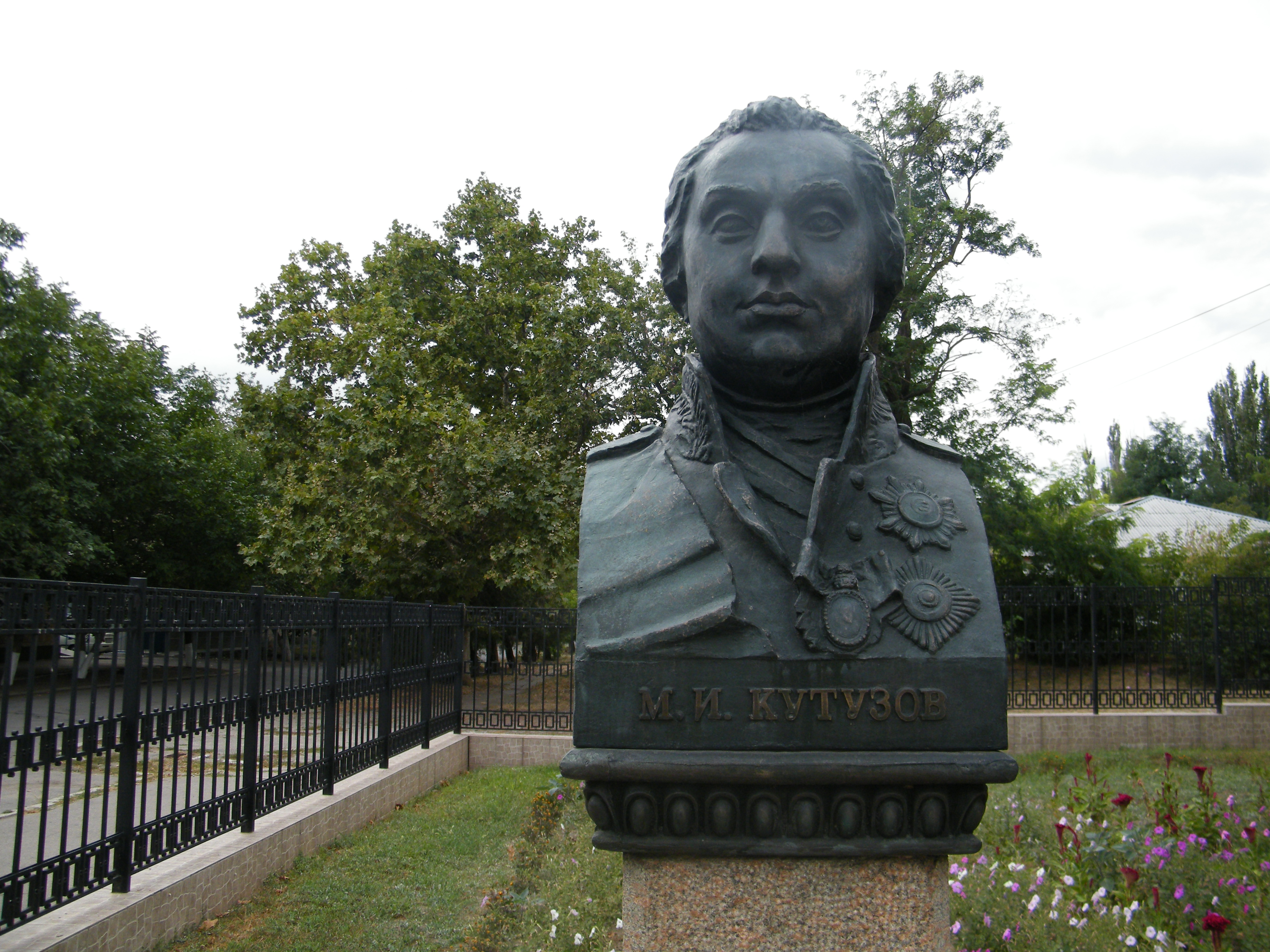
Погруддя Михайла Кутузова в музеї